# Abraham Hill
Abraham Hill (* 1635 in London; † 5. Februar 1722 in Sutton-at-Hone, Kent) war ein englischer Kaufmann. Er war Gründungsmitglied („Founder Fellow“) der Royal Society.

## Leben und Wirken
Hill wurde am 16. Juni 1635 in der St Dionis Backchurch getauft. Er war der älteste Sohn von Richard Hill († 1660), einem reichen Londoner Schumacher, und dessen Frau Agnes († 1660). Hill erhielt vermutlich nur eine normale Schulausbildung und wurde wahrscheinlich zum Kaufmann ausgebildet.
Um 1658 heiratete er Anne († 1661), eine Tochter von Sir Bulstrode Whitelocke (1605–1675). Mit ihr hatte er die Tochter Frances (1658–1736) und den Sohn Richard (1660–1722). Seine zweite Ehe mit Elizabeth Pratt (1644–1672) blieb kinderlos.
Nach dem Tod seiner Eltern im Jahr 1660 pachtete Hill Sutton Manor in Sutton-at-Hone (Kent). Außerdem mietete er Zimmer am Gresham College in London.
Am 28. November 1660 gehörte Hill zu den Gründungsmitgliedern („Founder Fellows“) der Royal Society. Von 1663 bis 1666 und von 1672 bis 1721 war er Mitglied des Rats der Royal Society. Von 1663 bis 1665 und von 1679 bis 1700 war Hill ihr Schatzmeister, von 1673 bis 1675 ihr Sekretär und 1715/1716 Vizepräsident. Hill saß in zahlreichen Komitees der Royal Society. So 1685/1686 in jenem, dass die Herausgabe des von Francis Willughby stammenden und von John Ray vollendeten Werkes De historia piscium (1686) überwachte.
Hill war von 1683 bis 1685 und von 1688 bis 1690 Assistent der Royal African Company sowie 1691/1692 deren „Deputy Governor“.
Von 1691 bis 1694 war Hill Controller des Erzbischofs von Canterbury John Tillotson (1630–1694). Nach dem Aufstieg von Wilhelm III. Maria II. war er von 1696 bis 1702 Mitglied des Board of Trade. Nach dem Amtsantritt von König Anne Stuart (1702) zog sich Hill ins Privatleben zurück. Seine letzten Jahre verbrachte er auf sein Landgut in Sutton-at-Hone. Dort hatte er Apfel- und Birnbäume angepflanzt, deren Früchte er für die Herstellung von Schaumweinen nutzte. 

## Schriften (Auswahl)
- Inquiries for Guiny. In: Philosophical Transactions. Band 2, Nr. 25, 6. Mai 1667, S. 472 (doi:10.1098/rstl.1666.0022).
- A note […] confirming the great age of Henry Jenkins, mentioned No 221. p. 265. of these Transactions. In: Philosophical Transactions. Band 19, Nr. 228, 31. Mai 1697, S. 543 (doi:10.1098/rstl.1666.0022).
- Some account of the life of Dr. Isaac Barrow […]. In: John Tillotson (Hrsg.): The works of the learned Isaac Barrow D.D. Band 1, London 1683 (Digitalisat).